# Bakewell Pudding

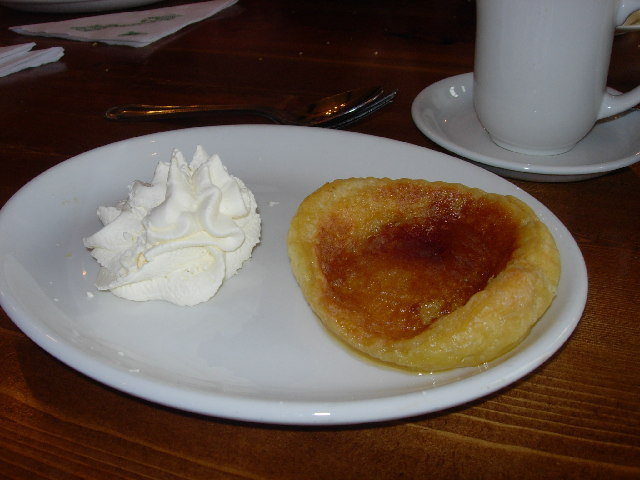
Bakewell Pudding

Bakewell Pudding ist ein süßes englisches Gebäck mit Fruchtfüllung, das in England traditionell als Pudding bezeichnet wird. Als Varianten gibt es mittlerweile auch Bakewell Tart, im Prinzip ein mit Obst belegter Tortenboden, sowie Bakewell Cake aus Mürbeteig mit Füllung. Allen gemeinsam ist heute die Verwendung von Mandeln und von Gelee. Der Ort Bakewell in Derbyshire beansprucht die Herkunft des Puddings und seine Benennung für sich, was von Kulturhistorikern jedoch angezweifelt wird.

## Geschichte
Manche Historiker halten gefüllte Pasteten, die es in England bereits im Mittelalter gab, für den Ursprung des Bakewell Puddings. Der Name wird erstmals 1828 von der Kochbuchautorin Meg Dods für ein Rezept mit Custard als Füllung verwendet. Eliza Acton gab 1845 ein Rezept an, bei dem eine Custard-Masse mit Mandeln über Fruchtgelee gegossen und so in einer Form gebacken wird. Sie schrieb dazu: „Dieser Pudding ist nicht nur in Derbyshire berühmt, sondern in mehreren unserer nördlichen Grafschaften“. Diese Version hatte eine gewisse Ähnlichkeit mit einem Käsekuchen. Bei Isabella Beeton gibt es 1861 ein anderes Rezept mit Erdbeergelee und gehackten Mandeln unter der Custard-Masse als Füllung in einem Blätterteig-Gebäck. Diese Version hat sich in der Folgezeit mit gewissen Abwandlungen durchgesetzt. 
Einer Legende aus Bakewell zufolge soll dieser heute bekannte „Pudding“ zufällig in den 1860er Jahren von einer unerfahrenen Küchenhilfe im White Horse Inn kreiert worden sein. Statt eine übliche Strawberry tart herzustellen und die Eiermasse in den Teig zu geben, habe sie diese auf dem Gelee verteilt. Diese Geschichte ist nachweislich frei erfunden, wie die älteren bekannten Rezepte belegen, wird jedoch nach wie vor touristisch vermarktet, vor allem von den Bäckereien des Ortes.